# نیروگاه سیکل ترکیبی خرم‌آباد
نیروگاه سیکل ترکیبی خرم‌آباد یکی از نیروگاه‌های ایران از نوع سیکل ترکیبی با ظرفیت تولید ۱۹۳۶ مگاوات است. این نیروگاه با سرمایه گذاری بنیاد مستضعفان در دولت محمد خاتمی احداث گردید و از نظر ظرفیت تولید دومین نیروگاه بزرگ سیکل ترکیبی ایران پس از نیروگاه دماوند و پنجمین نیروگاه سوخت فسیلی ایران میباشد. پروژهٔ احداث این نیروگاه با سال‌ها تأخیر همراه بود و در نهایت در خرداد ۱۳۹۹ واحدهای اول و دوم آن افتتاح شد.

## توان نیروگاه
نیروگاه خرم‌آباد شامل دو فاز اجرایی می‌باشد که به صورت زیر است:
1. فاز اول، ۸ واحد گازی ۱۶۲ مگاواتی
2. فاز دوم، ۴ واحد بخاری ۱۶۰ مگاواتی به ظرفیت مجموع ۶۴۰ مگاوات

در حال حاضر واحدهای اول و دوم بخش گاز نیروگاه افتتاح شده‌اند که معادل  ۳۲۴ مگاوات توان تولیدی است.

## شرکت صنایع برق و انرژی صبا
شرکت صنایع برق و انرژی صبا از زیرمجموعه‌های بنیاد مستضعفان است. این شرکت از سال ۱۳۸۳ شروع به فعالیت در صنعت برق از طریق مشارکت بخش خصوصی کرده‌است. در حال حاضر این شرکت به همراه یازده شرکت زیر مجموعه خود و در اختیار داشتن چندین نیروگاه بزرگ کشور به عنوان یکی از شرکت‌های فعال در این حوزه به حساب  می‌آید.
در حال حاضر این شرکت با تولید برق در نیروگاه‌های خرم‌آباد، خرمشهر، زرگان، علی‌آباد کتول، چابهار، قم و زنجان بیش از ۴۱۰۰ مگاوات برق (تا سال ۱۳۹۳) را به شبکه سراسری عرضه می‌نماید.